# 지포스 나우
지포스 나우(Geforce NOW)는 엔비디아에서 출시한 클라우드 게임 서비스이다.

## 원리
엔비디아 사의 지포스 그래픽 카드가 탑재된 서버 컴퓨터에서 게임의 연산을 담당해 그 결과를 클라이언트에게 출력시키는 방식으로 동작한다.

## 요금제

### 세계
|                          | 무료      | 파운더스    |
| ------------------------ | --------- | ----------- |
| 가격                     | 무료      | USD$4.99/월 |
| 세션 당 플레이 가능 시간 | 1시간     | 6시간       |
| 대기열                   | 순차 입장 | 우선 입장   |
| RTX 지원 여부            | X         | O           |

### 대한민국
대한민국에서는 LG유플러스가 본 서비스를 제공하고 있다.
|                          | 무료      | 프리미엄          | 프로              |
| ------------------------ | --------- | ----------------- | ----------------- |
| 가격                     | 무료      | 일반: 19,900원/월 | 일반: 39,900원/월 |
| 세션 당 플레이 가능 시간 | 1시간     | 6시간             | 6시간             |
| 대기열                   | 순차 입장 | 우선 입장         | 우선 입장         |
| RTX 지원 여부            | X         | O                 | O                 |

2021년 4월 1일부터 프리미엄 상품의 가입을 중단하고 대체 상품인 프로를 개시하였다.